# 이학인
이학인(李學仁, 1945년 11월 9일~1998년 9월 22일)은 영화 감독, 작가, 만화원작가로 재일 한국인 2세이다. 일본에서 활동했으며 영화 조감독 생활을 거쳐 독립, 《녹두사》를 설립하고 영화 감독으로 데뷔하였다. 1998년 간암으로 사망하였다.

## 작품

### 영화
- 《이방인의 강》(異邦人の河, 1975년)
- 《시구레 아줌마》(詩雨おばさん, 1977년)

### 만화원작
- 삼몽전 (만화: 히사마쓰 후미오)
- 창천항로 (만화: 킹 곤타)
- 무와 혼 (만화: 히사마쓰 후미오)